# Lawrence Mhlanga
Lawrence Mhlanga (sinh ngày 20 tháng 12 năm 1993), là một cầu thủ bóng đá người Zimbabwe thi đấu cho Chicken Inn của Zimbabwe Premier Soccer League và Đội tuyển bóng đá quốc gia Zimbabwe ở vị trí hậu vệ.

## Sự nghiệp câu lạc bộ
Mhlanga khởi đầu sự nghiệp cùng với Bantu Rovers trước khi chuyển đến Monomotapa United năm 2013. Anh gia nhập Chicken Inn năm 2014, và từ chối đến đội bóng Zambia Power Dynamos đầu năm 2017, ngay trước Cúp bóng đá châu Phi 2017.

## Sự nghiệp quốc tế
Mhlanga được triệu tập vào Đội tuyển bóng đá quốc gia Zimbabwe bởi huấn luyện viên Callisto Pasuwa tham dự Cúp bóng đá châu Phi 2017.

## Thống kê sự nghiệp

### Quốc tế
Tính đến các trận đấu diễn ra ngày 30 tháng 6 năm 2018.
| Đội tuyển quốc gia | Năm       | Số trận | Bàn thắng |
| ------------------ | --------- | ------- | --------- |
| Zimbabwe           | 2014      | 1       | 0         |
| Zimbabwe           | 2015      | 2       | 0         |
| Zimbabwe           | 2016      | 7       | 2         |
| Zimbabwe           | 2017      | 0       | 0         |
| Zimbabwe           | 2019      | 2       | 0         |
| Tổng cộng          | Tổng cộng | 12      | 2         |

### Bàn thắng quốc tế
Tỉ số và kết quả liệt kê bàn thắng của Zimbabwe trước.
| #  | Ngày                | Địa điểm                                   | Đối thủ    | Tỉ số | Kết quả | Giải đấu        |
| -- | ------------------- | ------------------------------------------ | ---------- | ----- | ------- | --------------- |
| 1. | 15 tháng 6 năm 2016 | Sân vận động Sam Nujoma, Windhoek, Namibia | Seychelles | 3–0   | 5–0     | Cúp COSAFA 2016 |
| 2. | 15 tháng 6 năm 2016 | Sân vận động Sam Nujoma, Windhoek, Namibia | Seychelles | 5–0   | 5–0     | Cúp COSAFA 2016 |